# 羅德尼基 (巴什坦卡區)
47°13′47″N 32°17′18″E / 47.22972°N 32.28833°E
羅德尼基（烏克蘭語：Родники），是烏克蘭的村落，位於該國南部尼古拉耶夫州，由巴什坦卡區負責管轄，始建於1953年，面積0.1平方公里，海拔高度41米，2001年人口260，人口密度每平方公里2,708.3人。